# Ковнациця
Ковнациця (пол. Kownacica) — село в Польщі, у гміні Соболев Ґарволінського повіту Мазовецького воєводства.
Населення — 301 особа (2011).
У 1975-1998 роках село належало до Седлецького воєводства.

## Демографія
Демографічна структура станом на 31 березня 2011 року:
|          | Загалом | Допрацездатний вік | Працездатний вік | Постпрацездатний вік |
| -------- | ------- | ------------------ | ---------------- | -------------------- |
| Чоловіки | 136     | 32                 | 91               | 13                   |
| Жінки    | 165     | 45                 | 90               | 30                   |
| Разом    | 301     | 77                 | 181              | 43                   |